# Jan Stevens (journalist)
Jan Stevens (1963) is een Belgisch journalist en auteur. Hij schrijft onder meer voor de kranten en tijdschriften De Morgen, Knack en Humo. Stevens staat bekend om zijn diepgravende onderzoeksjournalistiek en zijn persoonlijke en maatschappelijke betrokkenheid bij thema’s als kindermisbruik en zorginstellingen.

## Loopbaan
Jan Stevens verwierf bekendheid met zijn bijdragen aan grote Vlaamse media, waaronder De Morgen, Humo en Knack. Zijn stijl wordt gekenmerkt door maatschappijkritiek, literaire toon en persoonlijke betrokkenheid. Samen met journalist Jan Antonissen won hij de prestigieuze Belfius Persprijs voor een reeks diepgravende artikelen over sociale problematieken in België onder de naam 'Achter de schermen van de website 't Scheldt'.
In 2024 verscheen zijn boek Zusters zonder liefde over misstanden uitgevoerd door zusters verbonden aan de Katholieke Kerk in België. Het boek is opgebouwd rondom de verhalen van slachtoffers van misstanden gepleegd door zusters. Zo heeft ieder hoofdstuk de naam van een slachtoffers als titel. In een getuigenis gepubliceerd door de organisatie Echo Lotgenotenwerking vertelt hij openlijk over zijn verleden en de impact daarvan.

## Lezingen
Stevens geeft regelmatig lezingen en getuigenissen over zijn werk. In 2024 gaf hij in Lommel een lezing in het kader van zijn boek Zusters zonder liefde, omdat het voormalig Lommelse moederhuis Tamar verschillende keer in zijn boek terugkwam.

## Erkenning
- Belfius Persprijs, gewonnen samen met Jan Antonissen voor een journalistieke reeks 'Achter de schermen van de website 't Scheldt'